# Giennadij Czawka
Giennadij Czawka, ros. Геннадий Георгиевич Чавка (ur. 1942, zm. 20 maja 2020) – rosyjski elektronik, prof. dr hab. inż.

## Życiorys
Od 1965 do 1993 pracował w Państwowym Uniwersytecie Elektrotechnicznym w Sankt-Petersburgu. W 1987 uzyskał stopień doktora habilitowanego, natomiast w 1990 nadano mu tytuł profesora. Piastował funkcję profesora zwyczajnego w Katedrze Telekomunikacji i Aparatury Elektronicznej na Wydziale Elektrycznym Politechnice Białostockiej.
Zmarł 20 maja 2020.